# Before I Self Destruct
Before I Self Destruct (dt. Bevor ich mich selbst zerstöre) ist das vierte Studioalbum des US-amerikanischen Rappers 50 Cent. Es erschien am 9. November 2009 über die Labels Shady Records und Aftermath Entertainment.

## Produktion und Samples
Die Beats des Albums stammen von vielen verschiedenen Produzenten. Dr. Dre schuf in Zusammenarbeit mit Mark Batson die Instrumentale zu den Liedern Death to My Enemies und Ok, You’re Right, während er Psycho zusammen mit Eminem produzierte. Der Beat von The Invitation wurde von Ty Fyffe und Manny Perez geschaffen und Then Days Went By stammt von Lab Ox und Vikaden. Das Stück So Disrespectful wurde von Tha Bizness produziert und Team Demo schuf den Beat zu Crime Wave. Das Instrumental von Hold Me Down stammt von Team Ready und J Keys, während Stretch von Rick Rock produziert wurde. Nascent und QB da Problem zeigen sich für die Produktion zu Strong Enough verantwortlich. Den Beat von Get It Hot schuf Black Key und Havoc produzierte Gangsta’s Delight. Für das Instrumental zu I Got Swag zeigt sich Dual Output verantwortlich. Polow da Don produzierte Baby by Me und Rockwilder schuf den Beat zu Do You Think About Me. Außerdem produzierte DJ Khalil den Beat zum Bonussong Could’ve Been You.
Sieben Lieder enthalten Samples von anderen Songs. So sampelt Then Days Went By das Lied Ain't No Sunshine von Michael Jackson und Psycho enthält Elemente von The Age of Love (OPM Mix) von Age of Love. Crime Wave enthält Samples der Tracks I Can’t Believe You’re Gone von The Barrino Brothers, sowie This Is Family des Rappers Fabolous. Der Titel Strong Enough sampelt den Song If I Were Your Woman der Soul-Gesangsband Gladys Knight & the Pips, während Gangsta’s Delight Elemente des Stücks Rapper’s Delight der Sugarhill Gang enthält. Des Weiteren sampelt I Got Swag das Lied A Love That’s Worth Having von Willie Hutch sowie Plug Tunin’ von De La Soul und Baby by Me enthält ein Sample von 50 Cents eigenem Song I Get Money.

## Covergestaltung
Das Albumcover zeigt 50 Cents Gesicht, dessen rechter oberer Teil aufgerissen ist. Im Hintergrund ist wolkenbedeckter Himmel zu sehen. Im linken Teil des Bildes steht, von unten nach oben geschrieben, der Titel Before I Self Destruct in weißer Schrift und links oben befindet sich das 50-Cent-Logo.

## Gastbeiträge
Fünf Lieder des Albums enthalten Gastbeiträge anderer Künstler. So wird 50 Cent bei Psycho von seinem Entdecker und Labelchef Eminem unterstützt, während auf dem Song Get It Hot der G-Unit-Rapper Lloyd Banks zu hören ist. Der Sänger Governor ist an Do You Think About Me beteiligt und R&B-Künstler Ne-Yo ist bei Baby by Me vertreten. Außerdem hat R. Kelly einen Gastauftritt auf dem Bonussong Could’ve Been You.

## Titelliste
| #  | Titel                         | Gastbeiträge | Produzent(en)             | Dauer |
| -- | ----------------------------- | ------------ | ------------------------- | ----- |
| 1  | The Invitation                |              | Ty Fyffe und Manny Perez  | 2:54  |
| 2  | Then Days Went By             |              | Lab Ox und Vikaden        | 3:44  |
| 3  | Death to My Enemies           |              | Dr. Dre und Mark Batson   | 3:46  |
| 4  | So Disrespectful              |              | Tha Bizness               | 3:39  |
| 5  | Psycho                        | Eminem       | Eminem und Dr. Dre        | 4:45  |
| 6  | Hold Me Down                  |              | Team Ready und J Keys     | 3:19  |
| 7  | Crime Wave                    |              | Team Demo                 | 3:44  |
| 8  | Stretch                       |              | Rick Rock                 | 4:07  |
| 9  | Strong Enough                 |              | Nascent und QB da Problem | 3:02  |
| 10 | Get It Hot                    | Lloyd Banks  | Black Key                 | 2:59  |
| 11 | Gangsta’s Delight             |              | Havoc                     | 3:14  |
| 12 | I Got Swag                    |              | Dual Output               | 3:34  |
| 13 | Baby by Me                    | Ne-Yo        | Polow da Don              | 3:33  |
| 14 | Do You Think About Me         | Governor     | Rockwilder                | 3:26  |
| 15 | Ok, You’re Right              |              | Dr. Dre und Mark Batson   | 3:04  |
| 16 | Could’ve Been You (Bonussong) | R. Kelly     | DJ Khalil                 | 4:20  |

## Singleauskopplungen
Als Singles wurden die Songs Baby by Me und Do You Think About Me ausgekoppelt.

## Rezeption

### Kritiken
Before I Self Destruct wurde von Kritikern überwiegend durchschnittlich bis positiv bewertet. Die Seite Metacritic errechnete aus 15 Kritiken englischsprachiger Medien einen Schnitt von 62 %.
Alexander Engelen von laut.de bewertete das Album mit drei von möglichen fünf Punkten. 50 Cent habe auf Before I Self Destruct dank eines möglichen „Karriere-Endes“ wieder mehr zu erzählen als auf dem Vorgänger Curtis und nehme „wie eh und je kein Blatt vor den Mund.“ Dabei überzeugten vor allem die verschiedenen Produzenten der Songs, die eine „bedrohliche Sound-Kulisse“ kreierten. Dennoch werde man „das Gefühl nicht los, dass die Brisanz der Lage an dem scheinbar unverwundbaren Rapper nicht spurlos vorbei gegangen ist. Oftmals klingen die Tiraden und Selbstbeweihräucherungen nicht losgelöst, sondern erzwungen.“ Auch auf die „käsige“ Single Baby by Me hätte verzichtet werden können.

### Chartplatzierungen
Before I Self Destruct stieg in der 49. Kalenderwoche des Jahres 2009 auf Platz 36 in die deutschen Albumcharts ein, belegte in der folgenden Woche die Position 91 und verließ anschließend die Top 100. In den USA stieg das Album auf Platz 5 ein und konnte sich 20 Wochen in den Charts halten.
| ChartsChartplatzierungen       | Höchstplatzierung | Wochen |
| ------------------------------ | ----------------- | ------ |
| Deutschland (GfK)              | 36 (2 Wo.)        | 2      |
| Österreich (Ö3)                | 41 (4 Wo.)        | 4      |
| Schweiz (IFPI)                 | 13 (7 Wo.)        | 7      |
| Vereinigte Staaten (Billboard) | 5 (20 Wo.)        | 20     |
| Vereinigtes Königreich (OCC)   | 22 (6 Wo.)        | 6      |

| ChartsJahrescharts (2010)      | Platzierung |
| ------------------------------ | ----------- |
| Vereinigte Staaten (Billboard) | 67          |

### Auszeichnungen für Musikverkäufe
Für mehr als 500.000 verkaufte Exemplare wurde Before I Self Destruct in den USA mit einer Goldenen Schallplatte ausgezeichnet. Im Vereinigten Königreich erhielt das Album für über 100.000 Verkäufe ebenfalls eine Goldene Schallplatte. Die weltweiten Verkaufszahlen belaufen sich auf rund 1,25 Millionen Einheiten.

| Land/Region                  | Auszeichnungen für Musikverkäufe (Land/Region, Auszeichnung, Verkäufe) | Verkäufe |
| ---------------------------- | ---------------------------------------------------------------------- | -------- |
| Vereinigte Staaten (RIAA)    | Gold                                                                   | 500.000  |
| Vereinigtes Königreich (BPI) | Gold                                                                   | 100.000  |
| Insgesamt                    | 2× Gold ·                                                              | 600.000  |

Hauptartikel: 50 Cent/Auszeichnungen für Musikverkäufe